# San Pedro (Miguel Ángel)

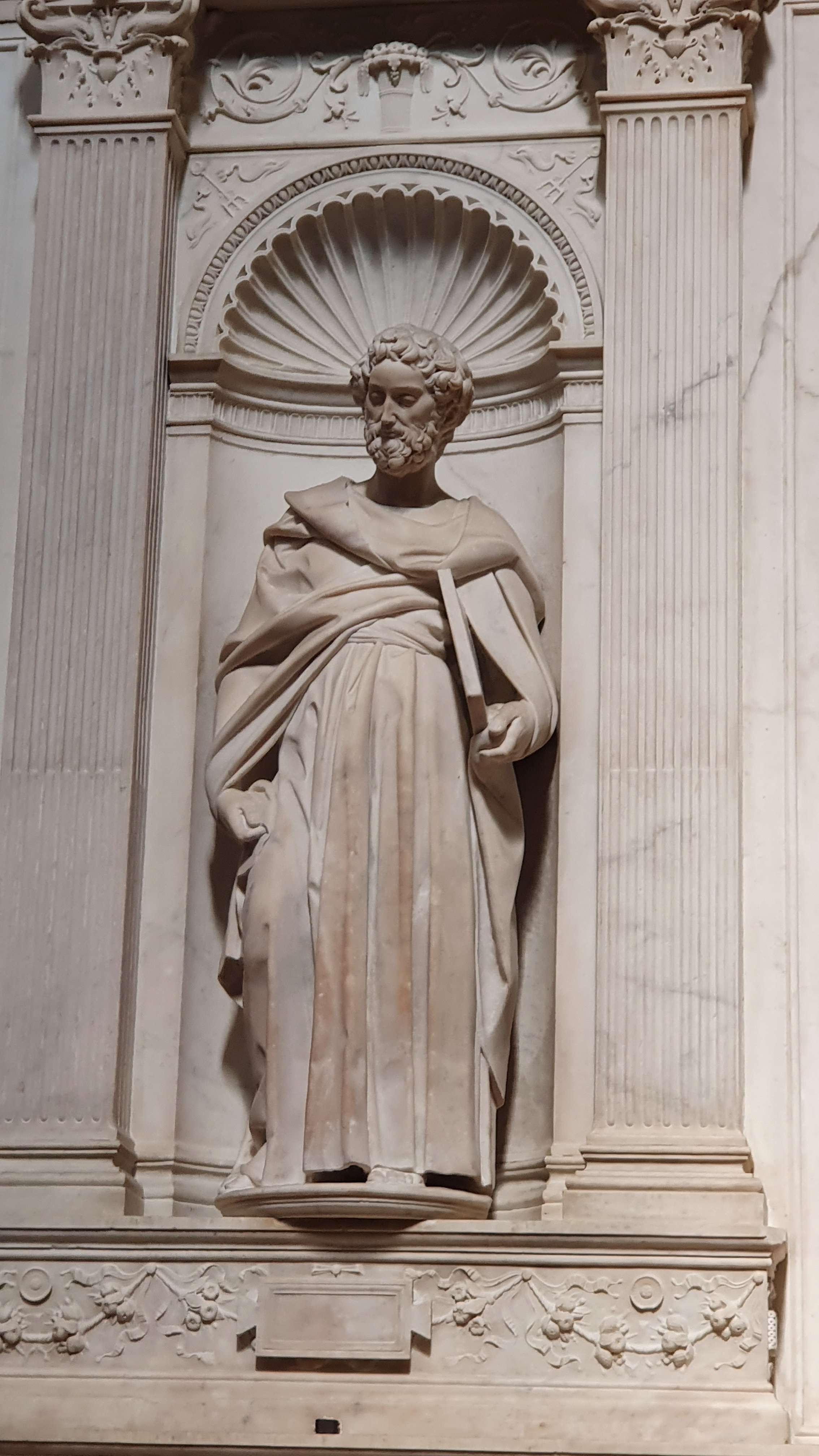
San Pedro de Miguel Ángel

San Pedro es una escultura de mármol (de altura 124 cm) de Miguel Ángel, ejecutada entre el 1501 y el 1504 aproximadamente y colocada en la Catedral de Santa Maria Assunta en Siena, dentro del complejo del Altar Piccolomini..

## Historia
Las estatuas que debían completar el altar en la capilla de los Piccolomini en el Duomo debían ser en total quince y fueron encargadas a Miguel Ángel en el 1501 después de que el artista anteriormente designado, Pietro Torrigiani, hubiera dejado el encargo esculpiendo una sola estatua. Miguel Ángel trabajó en las estatuas de Florencia, enviando alrededor de una al año, con un masivo empleo de ayudas, hasta el 1504, pero luego la empresa sienesa debió no satisfacer sus ambiciones, al haber sido lanzado  ya a la fama y hacia proyectos de mayor envergadura, como el David que estaba esculpiendo en aquellas años.

## Descripción y estilo
Las estatuas para los Piccolomini aparecen más modestas que otras obras completadas anteriormente por el artista, probablemente también a causa de su colocación en el espacio bastante angosto de los nichos a los cuales estaban destinadas.
El San Pedro muestra el personaje envuelto de un amplio manto de drapeado amplio y pesado (en estilo "húmedo" derivado del ejemplo de Andrea del Verrocchio) y con una pose contrapuesta que deriva del ejemplo de Donatello. La mirada se dirige hacia la izquierda y hacia abajo, en búsqueda de la del espectador, también aquí citando los estudios de Donatello sobre los ajustes de las figuras en función de su posición.